# Phénix (constellation)
Phoenix
Pour les articles homonymes, voir Phénix (homonymie).
Le Phénix est une constellation de l’hémisphère sud, peu lumineuse. Elle peut être observée par les habitants de l’hémisphère nord à moins de 30° de latitude.

## Histoire
La constellation du Phénix est relativement moderne. Les astronomes arabes incluaient ses étoiles dans l’Éridan. Elle fut introduite par les navigateurs néerlandais Pieter Dirkszoon Keyser et Frederick de Houtman à la fin du XVIe siècle sous son nom actuel et inventoriée par l’astronome Johann Bayer en 1603 dans son « Uranometria ».

## Observation des étoiles

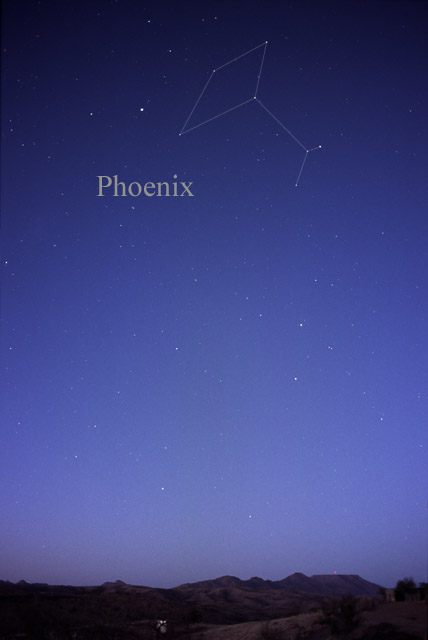
Constellation du Phénix.

Visibilité nocturne de la constellation.

### Localisation de la constellation
Le Phénix se situe dans l'hémisphère sud, entre Achernar, l'extrémité de la rivière Éridan, et Fomalhaut, solitaire du Poisson austral.

### Forme de la constellation
La constellation est dominée par son étoile principale, α Phe (Ankaa), située à une vingtaine de degrés au nord-ouest de Achernar. Elle est accompagnée d'une étoile plus faible ~2° plus au sud, κ Phe, qui marque l'œil de l'oiseau.
α Phe marque le départ d'un alignement vers l'est-sud-est, constitué par β Phe, δ Phe, et χ Eridani, la « colonne vertébrale » du phénix.
Au-dessus de cet alignement, côté nord, deux étoiles brillantes, γ phe et ψ phe, marquent respectivement le bout de l'aile nord et le bout de la queue. L'alignement de ces deux étoiles, sensiblement parallèle à la « colonne vertébrale » du Phénix, pointe sur κ Eridani.
Au-dessous de la « colonne vertébrale », côté sud, ζ Phe (légèrement variable) marque le bout de l'autre aile, à 5° à l'ouest de Achernar. Elle est proche de η Phe, située quelque degrés plus à l'ouest.

## Étoiles principales

### Ankaa (αPhoenicis)
α Phoenicis (Ankaa) est l’étoile la plus brillante de la constellation, de magnitude apparente 2,40. C’est une géante rouge, 10 fois plus grande que le Soleil, 2,5 fois plus massive.
C’est également une étoile double. Son compagnon, dont on ne connaît pas le type, orbite en 10,5 ans à la distance moyenne de 7 ua.

### Autres étoiles
ζ Phoenicis est une étoile variable de type Algol, c’est-à-dire une étoile double dont l’une des composantes éclipse périodiquement la plus brillante. De magnitude 3,94, elle passe à la magnitude 4,42 toutes les 40 heures. Une troisième étoile se trouve à 600 ua du couple.
SX Phoenicis est le prototype des étoiles variables de type SX Phoenicis, un type d'étoile variable qui, comme elle, présentent de courtes périodes de pulsation et une métallicité très faible comparée au Soleil. C'est par une ailleurs une étoile du halo galactique qui possède une grande vitesse spatiale et une faible luminosité pour son type spectral.
Plusieurs étoiles possédant des exoplanètes ont été détectées dans la constellation du Phénix, incluant HD 142, HD 2039 et HD 6434.

## Objets célestes
Le Phénix est pauvre en objets célestes. On peut noter cependant les galaxies NGC 625 et NGC 7689.